# Wynigen
Wynigen is een gemeente en plaats in het Zwitserse kanton Bern, en maakt deel uit van het district Emmental.
Wynigen telt 1.997 inwoners.